# Сундська плита

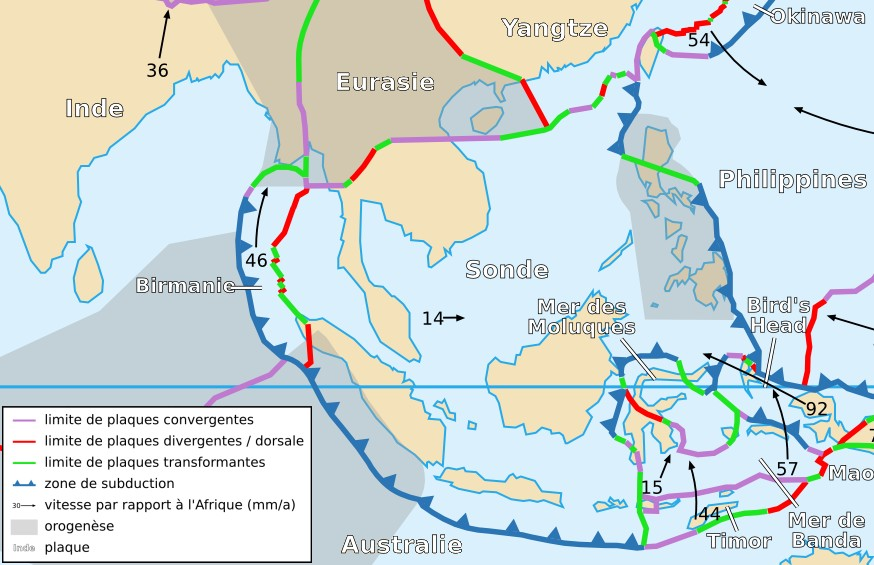
Сундська й оточуючі її плити

Сундська плита — тектонічна плита в південно-східній Азії і зазвичай розглядається як частина Євразійської плити. Має площу — 0,21967 стерадіан.
Сундська плита включає Південнокитайське море, Андаманське море, південь В'єтнаму і Таїланду, Малайзію, індонезійські острови Борнео, Суматра, Ява, і частину Сулавесі, а також захід Філіппін.
Межує (перелік по годинниковій стрілці) з Філіппінською плитою, плитою Голова Птаха, плитою Молуккського моря, плитою моря Банда, Тиморською плитою, Індо-Австралійською плитою; Бірманською плитою, Євразійською плитою; і плитою Янцзи на півночі. Східні, південні, і західні межі Сундської плити — сейсмічно активні. Тільки північна межа відносно нерухома.